# Хуан Нейра
Хуан Нейра (ісп. Juan Neira, нар. 21 лютого 1989, Ла-Плата) — аргентинський футболіст, півзахисник грецького клубу ОФІ.
Відомий виступами за низку латиноамериканських клубних команд, а також за молодіжну збірну Аргентини.

## Клубна кар'єра
Народився 21 лютого 1989 року в місті Ла-Плата. Вихованець футбольної школи клубу «Хімнасія і Есгріма». Дорослу футбольну кар'єру розпочав 2006 року в основній команді того ж клубу, в якій провів п'ять сезонів, взявши участь у 48 матчах чемпіонату. Згодом 2011 року був відданий в оренду до «Лануса», а за рік — до іспанського «Реал Вальядолід», у складі якого за сезон провів лише 7 матчів на рівні Ла-Ліги.
2013 продовжив кар'єру у Мексиці, уклавши контракт з клубом «Текос», після чого грав за «Мінерос де Сакатекас», ургувайський «Фенікс» та на батьківщині за «Ньюеллс Олд Бойз».
У 2015 році повернувся до Мексики, цього разу ставши гравцем спочатку «Корас де Тепік», а згодом «Мінерос де Сакатекас» та «Сакатепека».
Влітку 2018 року уклав контракт із грецьким ОФІ, який згодом, на початку 2021 року, було подовжено до липня 2025.

## Виступи за збірну
Протягом 2008–2009 років залучався до складу молодіжної збірної Аргентини. На молодіжному рівні зіграв у 10 офіційних матчах, забив 8 голів.